# Ламберт, Дональд
Дональд «The Lamb» Ламберт (англ. Donald "The Lamb" Lambert; 12 февраля 1904, Принстон, США — 8 мая 1962, Нью-Джерси) — американский джазовый пианист, игравший в стиле страйд. Практически не был известен широкой публике, так как не отличался широкими амбициями и большую часть жизни играл в безвестных барах в Нью-Джерси. Несмотря на это, он был почитаем такими знаменитыми музыкантами, как Каунт Бейси и Арт Тэйтум.

## Биография
Первые уроки игры на фортепиано Дональду дала его мать Алма, профессиональный пианист и учитель. Однако он отказывался учиться нотной грамоте, и главным образом, как самоучка, сосредоточенно слушал фортепианные ролики Джеймса Джонсона.
Пианист Дон Коутс вспоминал случай в конце 50-х. Тогда Ламберт вошёл в клуб, где молодые музыканты репетировали новые произведения. После прослушивания нескольких рефренов, он сел за электроорган и точно сыграл произведение. Это было Giant Steps Джона Колтрейна.
Его карьера началась в 10 лет в Нью-Джерси, где он постоянно работал в дуэте с мультиинструменталистом Полом Семинолом. Сильное влияние на Ламберта оказало мастерство Семинола в синкопировании классических произведений, а также в игре сразу двух произведений одновременно.
В начале 30-х годов Ламберт поселился в Нью-Йорке и работал в гарлемских клубах, но после смерти жены он внезапно вернулся в Нью-Джерси и остался работать в маленьких клубах до конца жизни.
Время от времени он неожиданно показывался в Нью-Йорке и вызывал других мастеров страйда на фортепианные соревнования. Так, он проверял свои навыки в состязании с Артом Тэйтумом, который, по свидетельству пианиста Билли Тейлора, «мог соревноваться с Ламбертом но не смог его превзойти». Техника Ламберта, его драйв и изобретательность запечатлены на записях 1940—1941 годов.

## Стиль пианиста
Когда Ламберт играл быстрые страйд-номера, его стиль характеризовался чрезвычайно быстрой левой рукой, исполняющей характерные для страйда фигуры «бас-аккорд». Правая рука исполняла захватывающие мелодические фигуры, пассажи с различными ритмическими смещениями.
Другая сторона Ламберта как пианиста открывалась, когда он играл произведения в среднем темпе. Тогда он разрабатывал интересные музыкальные решения, иногда играя две мелодии сразу. Это создавало иллюзию «трёх рук».